# Orthocladius ulaanbaatus
Orthocladius ulaanbaatus är en tvåvingeart som beskrevs av Sasa och Suzuki 1997. Orthocladius ulaanbaatus ingår i släktet Orthocladius och familjen fjädermyggor. Inga underarter finns listade i Catalogue of Life.